# Sites mégalithiques du Val-de-Marne
Cet article présente la liste des sites mégalithiques du Val-de-Marne, en France.

## Inventaire
| Monument              | Commune                  | Remarque                                 | Protection       | Coordonnées                 | Illustration         |
| --------------------- | ------------------------ | ---------------------------------------- | ---------------- | --------------------------- | -------------------- |
| Polissoir de Créteil  | Créteil                  |                                          |                  | 48° 47′ 42″ N, 2° 27′ 35″ E | Polissoir de Créteil |
| Pierre Perreuxienne   | Le Perreux-sur-Marne     | menhir                                   |                  | 48° 50′ 00″ N, 2° 31′ 00″ E | Pierre Perreuxienne  |
| Le Gros Grès          | Mandres-les-Roses        | menhir autres noms Le Caillou, La Pierre |                  | détruit,                    |                      |
| Menhir de l'Abbaye    | Saint-Maur-des-Fossés    |                                          |                  | 48° 48′ 44″ N, 2° 28′ 36″ E | Menhir de l'Abbaye   |
| Pierre-Fitte          | Villeneuve-le-Roi        |                                          | Classé MH (1889) | 48° 44′ 06″ N, 2° 24′ 26″ E | Pierre-Fitte         |
| Menhir du Mont Ezard  | Villecresnes             |                                          | détruit,         |                             |                      |
| Long Grès             | Villeneuve-Saint-Georges | mégalithe indéterminé                    | détruit          |                             |                      |
| Pierre des Buchereaux | Villeneuve-Saint-Georges | menhir                                   | détruit          |                             |                      |
| Pierre Fritte         | Villeneuve-Saint-Georges | menhir                                   | détruit          |                             |                      |